# Ballycotton (Band)
Ballycotton ist eine Folk-Gruppe aus Österreich, die sich seit April 1996 mit Auftritten in Österreich, Deutschland, Holland, Luxemburg und Taiwan einen Namen machte.
Alles begann mit einer Versuchsgruppe mit dem Namen Glakijamus, die hauptsächlich irische, spanische und russische Folkstandards spielte.
Später wurde die Band dann in Ballycotton umbenannt, nach einem kleinen Fischerdorf im Süden Irlands. Von den Mitgliedern von Glakijamus blieben bis heute aber nur Alex König und Harald G. Binder übrig.
Im Februar 1997 erschien dann die erste (Maxi-)CD "Joanna´s Wedding" und zwei Monate später führte die erste Tour Ballycotton nach Deutschland und Holland. Im September 1997 war es dann, ob den großen Erfolgen von "Joanna´s Wedding" und den Konzerten in Österreich und im Ausland, Zeit für eine zweite CD - "Fairytale" erschien und wurde in Österreich, Deutschland, der Schweiz, Hongkong und Taiwan veröffentlicht.
Anfang 1999 trat Alexander Miksch der Band bei, verließ sie aber bereits nach 8 Monaten wieder, da er sich musikalisch in eine andere Richtung entwickeln wollte. Nach nur einem Monat war jedoch ein gleichwertiger Ersatz gefunden: Jock Brocks (fiddle, banjo, mandolin, tin-whistle) und Christina Gaismeier (violin). Auch findet etwas später Andreas Neumeister (guitar) zur Band.
Danach verließ Ballycotton teilweise seine irischen Wurzeln und begann Melodien der gesamten europäischen Volksmusik ins Repertoire aufzunehmen. Die Aufnahmen für die 3. CD "a la cut" begannen.
2001 machten sich die Verbindungen zur taiwanesischen Plattenfirma Jingo Digital Inc. bezahlt und es kam zu einer sensationellen Taiwan-Tour mit Konzerten in ausverkauften Konzerthallen. 
Im März 2003, 2 Jahre nach der Veröffentlichung von "a la cut", erschien die 4. CD "Mondland", die ebenso wie die anderen Tonträger in Taiwan von Jingo Records vertrieben wird.
Nach dem Ausstieg von Jock Brocks Ende 2003 kommt es zu weiteren Veränderungen. 
Ab 2004 hat die Band mit Peter Beinhofer einen erfahrenen Folkmusiker (Mitglied der etablierten Irish Folkband Blackbush) und  mit dem Akkordeon ein neues Instrument mehr. In der folgenden Zeit wird viel gespielt und gearbeitet, es entsteht ein Musikvideo zu "Me in the middle".
2005 erscheint das Konzeptalbum "Eyla", das die fantasievolle Geschichte der Elfe Eyla erzählt. Im selben Jahr entsteht das Dokumentationsvideo "Ballycotton – Portrait of a Band" in Zusammenarbeit mit dem Filmemacher vienzenz. Mit einem Besuch in Taipeh und einer Reihe von Radio-Interviews gelingt es, auch für "Eyla" und das Dokumentationsvideo den Vertrieb über Jingo Records zu sichern.
2006 übernimmt Robert Polsterer (Gitarre, Obertongesang) den Part von Andreas Neumeister. 
Das nächste Werk aus Ballycotton's Fantasiewerkstatt wurde 2009 veröffentlicht und heißt "Jenseits vom Ende der Zeit". Inhaltlich ist dieses Album mit Titeln wie "Begegnung im Horizont", "Die Reise", "Wetterleuchten" oder "Hinterwelt" ein inspirierender Galerierundgang.

## Diskografie
- Joanna's Wedding (Feb. 1997, Maxi-CD, 5 Titel)
- Fairytale (Sep. 1997, 11 Titel)
- A la cut (Feb 2001, 14 Titel)
- Mondland (März 2003, 12 Titel)
- Eyla (Dez. 2005, 14 Titel)
- Jenseits vom Ende der Zeit (Jan. 2009, 13 Titel)

## Filmografie
- "Ballycotton - Portrait of a band", Regie: vienzenz; DVD (Nov. 2005)